# Bahamas i olympiska sommarspelen 2024
Bahamas deltog med en trupp på 18 idrottare vid de olympiska sommarspelen 2024 i Paris som hölls mellan den 24 juli och 11 augusti 2024. Det var 18:e sommar-OS som Bahamas deltog vid.
Det var första gången sedan 1988 som Bahamas inte tog någon OS-medalj. Landets bästa placering blev Devynne Charlton som slutade på sjätte plats i damernas 100 meter häck.

## Friidrott
Förkortningar
- Notera– Placeringar avser endast det specifika heatet.
- Q = Tog sig vidare till nästa omgång
- q = Tog sig vidare till nästa omgång som den snabbaste förloraren eller, i teknikgrenarna, genom placering utan att nå kvalgränsen
- i.u. = Omgången fanns inte i grenen
- Bye = Idrottaren behövde inte tävla i omgången

Gång- och löpgrenar
| Idrottare                                                  | Gren                 | Inledande omgång | Inledande omgång | Heat    | Heat      | Återkval         | Återkval         | Semifinal        | Semifinal        | Final            | Final            |
| Idrottare                                                  | Gren                 | Tid              | Placering        | Tid     | Placering | Tid              | Placering        | Tid              | Placering        | Tid              | Placering        |
| ---------------------------------------------------------- | -------------------- | ---------------- | ---------------- | ------- | --------- | ---------------- | ---------------- | ---------------- | ---------------- | ---------------- | ---------------- |
| Terrence Jones                                             | Herrarnas 100 m      | Bye              | Bye              | 10,31   | 6         | —                | —                | Gick inte vidare | Gick inte vidare | Gick inte vidare | Gick inte vidare |
| Wanya McCoy                                                | Herrarnas 100 m      | Bye              | Bye              | 10,24   | 5         | —                | —                | Gick inte vidare | Gick inte vidare | Gick inte vidare | Gick inte vidare |
| Wanya McCoy                                                | Herrarnas 200 m      | —                | —                | 20,35   | 2 Q       | Bye              | Bye              | 20,61            | 5                | Gick inte vidare | Gick inte vidare |
| Ian Kerr                                                   | Herrarnas 200 m      | —                | —                | 20,53   | 5 R       | 20,60            | 3                | Gick inte vidare | Gick inte vidare | Gick inte vidare | Gick inte vidare |
| Steven Gardiner                                            | Herrarnas 400 m      | —                | —                | 0DNS0   | 0DNS0     | Gick inte vidare | Gick inte vidare | Gick inte vidare | Gick inte vidare | Gick inte vidare | Gick inte vidare |
| Antoine Andrews                                            | Herrarnas 110 m häck | —                | —                | 13,43   | 2 Q       | Bye              | Bye              | 13,43            | 8                | Gick inte vidare | Gick inte vidare |
| Devynne Charlton                                           | Damernas 100 m häck  | —                | —                | 12,71   | 2 Q       | Bye              | Bye              | 12,50            | 2 Q              | 12,56            | 6                |
| Denisha Cartwright                                         | Damernas 100 m häck  | —                | —                | 12,89   | 4         | 13,45            | 7                | Gick inte vidare | Gick inte vidare | Gick inte vidare | Gick inte vidare |
| Charisma Taylor                                            | Damernas 100 m häck  | —                | —                | 12,78   | 4 q       | Bye              | Bye              | 12,63 0PB0       | 3                | Gick inte vidare | Gick inte vidare |
| Shaunae Miller-Uibo                                        | Damernas 400 m       | —                | —                | 2.29,29 | 7 R       | 53,50            | 7                | Gick inte vidare | Gick inte vidare | Gick inte vidare | Gick inte vidare |
| Wendell Miller Javonya Valcourt Alonzo Russell Quincy Penn | 4 × 400 m mixstafett | —                | —                | 3.14,58 | 8         | —                | —                | —                | —                | Gick inte vidare | Gick inte vidare |

Teknikgrenar
| Idrottare       | Gren                   | Kval     | Kval      | Final            | Final            |
| Idrottare       | Gren                   | Resultat | Placering | Resultat         | Placering        |
| --------------- | ---------------------- | -------- | --------- | ---------------- | ---------------- |
| Donald Thomas   | Herrarnas höjdhopp     | NM       | NM        | Gick inte vidare | Gick inte vidare |
| Charisma Taylor | Damernas tresteg       | 14,01    | 15        | Gick inte vidare | Gick inte vidare |
| Rhema Otabor    | Damernas spjutkastning | 57,67    | 27        | Gick inte vidare | Gick inte vidare |

Mångkamp – Herrarnas tiokamp
| Idrottare    | Gren     | 100 m | LH   | KS    | HH   | 400 m      | 110H  | DK         | SH   | SK         | 1 500 m      | Totalt | Placering |
| ------------ | -------- | ----- | ---- | ----- | ---- | ---------- | ----- | ---------- | ---- | ---------- | ------------ | ------ | --------- |
| Ken Mullings | Resultat | 10,60 | 7,36 | 14,19 | 2,02 | 49,43 0SB0 | 13,70 | 46,07 0PB0 | 4,80 | 59,83 0PB0 | 4.55,84 0SB0 | 8 226  | 13        |
| Ken Mullings | Poäng    | 952   | 900  | 740   | 822  | 841        | 1 014 | 789        | 849  | 735        | 584          | 8 226  | 13        |

## Simning
| Idrottare       | Gren                   | Heat  | Heat      | Semifinal        | Semifinal        | Final            | Final            |
| Idrottare       | Gren                   | Tid   | Placering | Tid              | Placering        | Tid              | Placering        |
| --------------- | ---------------------- | ----- | --------- | ---------------- | ---------------- | ---------------- | ---------------- |
| Lamar Taylor    | Herrarnas 100 m frisim | 48,84 | 26        | Gick inte vidare | Gick inte vidare | Gick inte vidare | Gick inte vidare |
| Rhanishka Gibbs | Damernas 50 m frisim   | 26,27 | 31        | Gick inte vidare | Gick inte vidare | Gick inte vidare | Gick inte vidare |